# 里維拉比奇 (馬里蘭州)
里維拉比奇（英語：Riviera Beach）是位於美國馬里蘭州安妮阿倫德爾縣的一個普查規定居民點。

## 人口
根據2020年美國人口普查的數據，里維拉比奇的面積為8.31平方千米，當中陸地面積為6.81平方千米，而水域面積為1.49平方千米。當地共有人口12384人，而人口密度為每平方千米1,490.25人。